# Hypomicrogaster apollion
Hypomicrogaster apollion är en stekelart som beskrevs av Nixon 1965. Hypomicrogaster apollion ingår i släktet Hypomicrogaster och familjen bracksteklar. Inga underarter finns listade i Catalogue of Life.